# Torlónyomás

Áramvonalak egy szárnyprofil mentén. A vörös pont az adott állásszögnél a torlópont

A torlónyomás vagy össznyomás egy áramlásba helyezett test torlópontján mérhető nyomás. A test egyetlen, az áramlással szemben lévő pontján a közeg a testhez képest lefékeződik, ezt a pontot torlópontnak nevezik. Forgástest estén, ha  szimmetriatengelye a közeg sebességével egy irányba esik, a torlópont a szimmetriatengely döféspontja lesz a test felületén. 
A Bernoulli-törvény segítségével felírható a torlónyomás és a torlóponttól távolabb mérhető statikus nyomás összefüggése összenyomhatatlan közegre:
{\displaystyle p_{t}=p_{s}+\left({\frac {\rho }{2}}v^{2}\right)=p_{s}+p_{d}},
ahol:
- {\displaystyle v} a közeg sebessége a testhez képest,

- {\displaystyle p_{t}} a torlónyomás vagy össznyomás,

- {\displaystyle p_{s}} a közeg statikus nyomása;

- {\displaystyle \rho } a közeg sűrűsége.

- {\displaystyle p_{d}=\left({\frac {\rho }{2}}v^{2}\right)} az úgynevezett dinamikus nyomás.

Kifejezve a sebességet:
{\displaystyle v={\sqrt {\frac {2(p_{t}-p_{s})}{\rho }}}}
vagyis a statikus nyomásból és a torlónyomásból meghatározható a repülőgép sebessége. A torlónyomás Pitot-csővel, a statikus nyomás statikus szondával mérhető. A két szonda egyesítése a Prandtl-cső, melyet kiterjedten alkalmaznak repülőgépek sebességmérő műszereinél.